# Несходство Брея — Кертиса
В экологии и биологии несходство Брея-Кёртиса, названное в честь Джона Роджера Брея и Джона Томаса Кёртиса, представляет собой статистику, используемую для количественной оценки несходства состава между двумя разными выборками (участками) на основе подсчётов на каждой из них.

## Определение
По определению Брея и Кёртиса, показатель несходства равен:
{\displaystyle BC_{ij}=1-{\frac {2C_{ij}}{S_{i}+S_{j}}},}
где {\displaystyle C_{ij}} — это сумма меньших значений (см. пример ниже) только для тех видов, которые являются общими для обеих выборок. {\displaystyle S_{i}} и {\displaystyle S_{j}} — общее количество экземпляров, подсчитанных на обеих выборках. Индекс можно упростить до 1-2C / 2 = 1-C, если численность в каждой выборке выражена в виде пропорций, хотя две формы уравнения дают результаты сопоставления только тогда, когда общее количество образцов, подсчитанных на обеих выборках, одинаково. Дальнейшее рассмотрение можно найти в руководстве Numerical ecology за авторством братьев Пьера и Луи Лежандр.

## Пример
В качестве простого примера, рассмотрим 2 аквариума:
Первый аквариум: 6 золотых рыбок, 7 гуппи и 4 радужных рыбки.
Второй аквариум: 10 золотых рыбок и 6 радужных рыбок.
Чтобы найти несходство Брея-Кёртиса, для начала рассчитаем {\displaystyle C_{ij}}, сумму только меньших значений для каждого вида, обнаруженного в обоих аквариумах. Золотые рыбки водятся в обоих аквариумах; меньшее количество — 6. Гуппи есть только в одном аквариуме, поэтому в текущем вычислении не участвуют. Радужная рыба есть в обоих аквариумах, а меньшее количество — 4.
Тогда {\displaystyle C_{ij}=6+4=10.}
{\displaystyle S_{i}} (общее количество экземпляров, подсчитанное для первого аквариума) {\displaystyle =6+7+4=17}, и
{\displaystyle S_{j}} (общее количество экземпляров, подсчитанное для второго аквариума) {\displaystyle =10+6=16.}
Следовательно, несходство Брея-Кёртиса рассчитывается следующим образом: {\displaystyle BC_{ij}=1-(2\times 10)/(17+16)=0.39.}

## Связь с мерой Сёренсена
Несходство Брея-Кёртиса напрямую связано с коэффициентом Сёренсена {\displaystyle QS_{ij}} между одинаковыми выборками:
{\displaystyle {\overline {BC}}_{ij}=1-QS_{ij}.}

## Интерпретация значений меры Брея-Кёртиса
Значение несходства Брея-Кёртиса заключено между 0 и 1, где 0 означает что две выборки имеют одинаковый состав (содержат одинаковые виды в равном количестве), а 1 означает что выборки не имеют общих видов. Для выборок где BC является промежуточным (например, BC = 0.5) этот индекс отличается от других обычно используемых.

## Замечания
Несходство Брея-Кёртиса часто ошибочно называют расстоянием. Однако, это не расстояние (определение), поскольку оно не удовлетворяет неравенству треугольника, и его следует называть несходством, чтобы избежать путаницы («A well-defined distance function obeys the triangle inequality, but there are several justifiable measures of difference between samples which do not have this property: to distinguish these from true distances we often refer to them as dissimilarities»).

## Дальнейшее чтение
- Czekanowski J (1909) Zur Differentialdiagnose der Neandertalgruppe. Korrespbl dt Ges Anthrop 40: 44-47.
- Ricotta C & Podani J (2017) On some properties of the Bray-Curtis dissimilarity and their ecological meaning. Ecological Complexity 31: 201—205.
- Somerfield, PJ (2008) Identification of Bray-Curtis similarity index: comment on Yoshioka (2008). Mar Ecol Prog Ser 372: 303—306.
- Yoshioka PM (2008) Misidentification of the Bray-Curtis similarity index. Mar Ecol Prog Ser 368: 309—310. http://doi.org/10.3354/meps07728